# Vitello tonnato
Vitello tonnato er en italiensk ret af tyndtskåret kalvekød med en cremet mayonnaise-agtig sovs, som er blevet smagt til med tun.
Retten serveres enten kold eller ved stuetemperatur. Den bruges både som forret og som hovedret. Oprindeligt kommer den fra Italien, men den er også blevet populær i Argentina, hvor den kendes som vitel toné og er en del af traditionel julemad.
Sovsen bliver originalt lavet med fersk hvid tun, kogt i hvidvin, æbleeddike, løg og hvidløg som derefter bliver pureret med en blanding af olivenolie, vegetabilsk olie og æggeblommer for at lave en mayonnaise. Denne kan blandes op med forskellige ingredienser som ansjoser, cayennepeber, kapers og citronsaft. 
| Mad og drikke | Spire Denne artikel om mad og drikke er en spire som bør udbygges. Du er velkommen til at hjælpe Wikipedia ved at udvide den. |